# 레꾸인
레꾸인(베트남어: Lê Quýnh / 黎, 1750년 ~ 1805년), 또는 레동(베트남어: Lê Đồng / 黎侗 려동)은 대월 후 레 왕조의 정치인, 문인이다.

## 생애
원래 성명은 레조안흐우(베트남어: Lê Doãn Hữu / 黎允有 려윤유)로, 경북진(京北鎭) 순안부(順安府, 현재 박닌성에 속함)사람이다.
1786년, 떠이선 왕조의 응우옌후에가 북상하여 찐 주를 붕괴시키자 레꾸인은 3백 명을 이끌고 북하(北河) 지역으로 가서 근왕하였다. 레 민제가 즉위한 뒤 경북으로 파견되어 그곳을 진수하였다.
1787년 음력 12월, 부반념이 군사를 이끌고 탕롱을 정령하자 민제는 북쪽으로 도주하였고, 레꾸인과 란군공(瓓郡公) 레주이찌(黎維祗)는 함께 태후(太后) 응우옌티응옥또(阮氏玉素)와 원자(元子) 레주이투옌(黎維詮)을 까오방으로 호송하였다. 그와 응우옌후이뚝(阮輝宿) 등 사람들은 태후를 용주(龍州)로 호송하였고, 양광총독(兩廣總督) 손사의는 그들을 남녕(南寧)에 안치하였다. 일이 마무리되자 레꾸인과 응우옌꾸옥동(阮國棟)은 민제의 곁으로 돌아갔다. 이후 민제가 쩐민안(陳名案)과 레주이단(黎維亶)을 청나라에 보내 건륭제에게 왕조를 회복시키는 것을 도와달라고 요청하였다. 1788년, 청군이 탕롱을 점령하고 민제를 복위시켰다. 레꾸인은 그의 공로로 장파후(長派侯)에 봉해졌고, 동시에 총병(總兵)의 정대(頂戴)를 받았다.
레꾸인은 민제의 명으로 군대의 양식을 징수하는 일을 맡았는데, 이때 응우옌후에가 청군을 격파하고 탕롱을 탈환하자 민제는 손사의를 따라 남녕으로 물러났다. 레꾸인은 민제의 명을 받고 국내에 머물러 토호(土豪)들을 조유(詔諭)하였으며, 회복을 도모하였다. 건륭제는 손사의가 패배하였음을 알고 그를 관직에서 파면하였고, 복강안으로 하여금 대신하도록 했다. 응우옌후에가 대리인을 청나라로 파견해 조현하게 한 뒤 건륭제는 다시 후 레 왕조를 지지하지 않았다. 복강안은 즉시 민제에게 때가 한여름이므로 원정하는 것은 의당치 못하다고 하였고, 머리를 깎고 의복을 바꾸어 떠이선 왕조의 암살을 면하는 것을 건의하였다. 이에 민제를 필두로 후 레 왕조의 유신들은 분분히 머리를 깎고 의복을 바꾸었다. 레꾸인 등 사람들도 국내에서 남녕으로 불려왔고, 복강안은 그에게 똑같이 할 것을 명령하였다. 레꾸인은 크게 노하여 "우리들의 머리는 잘라도 좋으나 머리카락은 깎을 수 없다. 피부도 발라내도 좋으나 의복은 바꿀 수 없다."면서 거부하였다. 복강안은 강요할 수 없음을 알고 그를 광서(廣西)에 안치하였다. 이후 민제가 연경으로 옮겨 머물렀는데, 건륭제가 레꾸인이 머리를 깎고 의복을 바꾸는 것을 거부하였다는 데 크게 분노하여 그들 유신들을 모두 하옥시켰다. 1799년, 민태후(愍太后)가 죽자 가경제는 즉시 그들을 석방하였고, 베트남의 머리모양과 복장을 유지하는 것을 허락하였다.
1802년 11월, 응우옌 왕조의 자롱 황제가 떠이선 왕조를 멸망시켰고, 이후 레꽝딘(黎光定)을 청나라에 파견하여 책봉을 요청하였다. 레꾸인은 베트남으로 돌아가게 해달라고 요청하였고, 허락을 받았다. 그들은 동시에 민태후, 민제, 원자(元子) 레주이투옌(黎維詮)의 영구를 국내로 호송하였다. 레꾸인은 그들을 북성(北城)에 안장한 뒤 응우옌 왕조의 복식으로 고쳐 입는 것을 거절하였다. 이듬해 1805년에 병으로 세상을 떠났다. 저서로는 《북행총기(北行叢記)》가 있다.